# NGC 3129
NGC 3129 est une paire d'étoiles située dans la constellation du Lion. L'astronome germano-britannique William Herschel a enregistré la position de cette paire d'étoiles le 21 mars 1831.